# Pasteurellaceae
Pasteurellaceae bilden eine Familie der Proteobacteria und sind das einzige Mitglied der Ordnung Pasteurellales. Es handelt sich um gramnegative, stäbchen- oder kokkenförmige Bakterien, die sich von den Enterobacteriaceae durch das Vorhandensein von Cytochrom-c-Oxidase mit Hilfe eines Oxidase-Tests und von den meisten ähnlichen Bakterien durch das Fehlen von Geißeln unterscheiden. Einige Arten sind pleomorph und ändern im Laufe der Zeit ihre Zellform, in älteren Kulturen kann man oft die Bildung von Filamenten (Zellfäden) beobachten. In dieser Familie gibt es einige humanpathogene Arten, wie z. B. Haemophilus influenzae.

## Ökologie
Die verschiedenen Arten sind in der Regel obligate Kommensalen („friedliche Mitbewohner“) oder auch Parasiten von Säugetieren und auch Vögeln. Sie besiedeln meist Schleimhäute im Verdauungstrakt, in den Atmungsorganen oder im Genitaltrakt.
Es existieren aerobe, mikroaerobe bis fakultativ anaerobe Arten. Die fakultativen Arten können unter vollständigen Sauerstoffausschluss leben, die mikroaeroben zeigen beste Wachstumsraten bei geringen Sauerstoffgehalt in der Umgebung. Sie ernähren sich chemoorganotroph, unter anaeroben Bedingungen ist der Stoffwechselweg die Fermentation, sonst findet Atmung statt.

## Systematik
Die Familie besteht aus den Gattungen:
- Actinobacillus Brumpt 1910
- Aggregatibacter Norskov-Lauritsen & Kilian 2006
- Avibacterium Blackall et al. 2005
- Basfia Kuhnert et al. 2009 [2]
- Bibersteinia Blackall et al. 2007
- Bisgaardia Foster et al. 2011
- Chelonobacter Gregersen et al. 2009
- Gallibacterium Christensen et al. 2003
- Haemophilus Winslow et al. 1917
- Histophilus Angen et al. 2003
- Lonepinella Osawa et al. 1996
- Mannheimia Angen et al. 1999
- Necropsobacter Christensen et al. 2011
- Nicoletella Kuhnert et al. 2005
- Otariodibacter Hansen et al. 2012
- Pasteurella Trevisan 1887
- Phocoenobacter Foster et al. 2000
- Volucribacter Christensen et al. 2004